# مأمون مريش
مأمون مريش (أبو بشار، 1948-1983) سياسي وعسكري فلسطيني، ولد في مدينة الخليل، وتلقّى تعليمه الأساسي والثانوي في مدارسها، وتخرّج من مدرسة الحسين الثانوية حاصلًا على الشهادة الثانوية.

## حياته الوطنية
انتقل مريش إلى الأردن، بعد الاحتلال الاسرائيلي للضفة الغربية في حزيران 1967، وهناك انخرط في صفوف الحركة الوطنية الفلسطينية، فانضم إلى حركة فتح في العام ذاته.
وبعدها انتقل إلى مدينة دمشق، وتلقّى تدريبًا عسكريًا في معسكر الهامة الواقع على أطراف المدينة، ثم أوفدته قيادة الحركة لتلقّي دورة عسكرية في جمهورية الصين الشعبية، ليعود بعدها إلى الأردن، وينخرط في صفوف القاطع الجنوبي التابع لحركة فتح. كما شارك في حوادث أيلول في عام 1970، وعلى إثر ذلك، اعتقلته السلطات الأردنية في عام 1970، ومكث في السجن مدة أربع سنوات حتى عام 1974، حيث أبعدته السلطات الأردنية إلى الخارج، فذهب إلى مدينة دمشق.
ثم انتقل إلى مدينة بيروت، فعمل فيها تحت إمرة خليل الوزير (أبو جهاد) في القطاع الغربي التابع لحركة فتح منذ عام 1975. وعُيّن قائدًا عسكريًّا لمخيم الضبيّة في مدينة بيروت بين عامي 1975 و1976، وخلال تلك الفترة شارك في التصدّي لقوات الكتائب اللبنانية التي استهدفت مخيمات اللجوء الفلسطينية، وعلى إثرها وقع في قبضة قوات الكتائب، ومكث في السجن لفترة قصيرة. بعد خروجه من السجن، أوفدته قيادة الحركة لتلقّي دورة دروع في باكستان، وبعد تخرجه فيها، عاد إلى لبنان، ليُعيّن مسؤولًا عن منطقة برج أبي حيدر (منطقة بيروت) في مركز عمليات رقم 3، ومارس من خلالها نشاطًا سريًّا بغية إعداد الكوادر والعناصر المدرّبة والمسلّحة لتنفيذ عمليات عسكرية في الأراضي الفلسطينية المحتلة. وشارك مريش في معارك التصدي لاجتياح قوات الاحتلال الإسرائيلي لجنوب لبنان في عام 1982. لكن عقب الاجتياح الكبير غادر مريش إلى مدينة دمشق، وتولّى هناك مسؤوليّات العمليات الخارجية التابعة لمنظمة التحرير الفلسطينية، ولعب دورًا في الإعداد والتخطيط للعملية التي نفّذتها دلال المغربي، كما كُلّف من قبل قيادته بالسفر إلى اليونان لمهمة حركية عسكريّة، فسافر إليها.

## اغتياله
تعرض مريش في عام 1982 أثناء وجوده في مهمة خاصة في إيطاليا لمحاولة اغتيال حيث قامت شاحنة ضخمة بصدم سيارته عمداً ، ولكن عملية الاغتيال فشلت، وأدى الحادث إلى تعرضه لإصابة خطيرة. وبعد الفشل الأول قام جهاز الموساد الإسرائيلي باغتياله في 20 أغسطس 1983 في مدينة أثينا في اليونان، خلال قيامه بمهامه الحركية التي كُلّف بها في عام 1983، ودُفن في مدينة عمّان.
فقد بدأت عملية الاغتيال في ذلك الصيف، عندما كان مأمون برفقة ابنائه على متن السيارة عندها وقع الهجوم،  وتواترت أنباء عن استشهاد ابنه بشير، ونُشرت صوره على أنه قتل مع والده، لكن الطفل نجا بأعجوبة من رصاص الموساد. في ذلك الوقت كانت وزيرة الخارجية الإسرائيلية السابقة تسيبي ليفني هي المسؤولة عن عمليات الموساد الخاصة بأوروبا، حيث كانت تتنقل عبر بلدان القارة العجوز من مقرها في باريس لملاحقة وقتل المناضلين الفلسطينيين.
و قد تم تصوير فيلم بعنوان "صورتي عندما كنت ميتا"، يروي بشير مريش قصة اغتيال والده الذي أطلقت فرقة اغتيالات تابعة لجهاز لموساد الإسرائيلي النار عليه وأردته قتيلاً.